# Kasteel van Vieux Mujolan
Het Kasteel van Vieux Mujolan (Frans: Château du Vieux Mujolan) is een kasteel in de Franse gemeente Fabrègues. Het kasteel is een beschermd historisch monument sinds 1991.